# Lasioglossum diversum
Lasioglossum diversum là một loài Hymenoptera trong họ Halictidae. Loài này được Smith mô tả khoa học năm 1879.